# Valentin Oerjoepin
Valentin Tichonovitsj Oerjoepin (1985) is een Russische dirigent en klarinettist, die geboren werd in Oekraïne. Hij werkte met verschillende belangrijke Russische muziekhuizen en orkesten, zoals Perm Opera & Ballet Theatre, waar hij samenwerkte met regisseur Robert Wilson, en het Russisch Nationaal Orkest. Vanaf mei 2021 tot juni 2022 was hij muzikaal leider en chef-dirigent van het Novaja Opera Theater in Moskou.

## Biografie
Oerjoepin werd geboren op 11 december 1985, in het Oekraïense Lozova, in de Charkiv regio van de toenmalige USSR. Van 1991 tot 1995 studeerde hij daar aan de muziekschool. Daarna studeerde hij aan het Conservatorium van Moskou, waar hij in 2004 afstudeert als dirigent en klarinettist. Aan deze school wordt hij onderwezen door klarinettist Jevgeni Petrov. Hij assisteert er ook muzikanten zoals Valeri Gergiev, Teodor Currentzis en Vladimir Jurowski. Van 2006 tot 2008 studeert hij directie bij professor V. B. Neimer van het Conservatorium van Tasjkent. Tussen 2008 en 2012 krijgt hij les van dirigent en componist Gennadi Roschdestwenski, bij wie hij tot 2012 studeert. In 2015 neemt hij in Zweden deel aan de laatste masterclasses van de Duitse dirigent Kurt Masur.
In 1998 debuteert Oerjoepin als solist in de Grote Zaal van het Conservatorium. Hij trad als klarinettist onder andere op met het Russisch Nationaal Orkest, Münchener Kammerorchester, Brussels Philharmonic Orchestra, Orchestre de chambre de Genève, Prague Radio Symphony Orchestra, kamerorkest Moskou Virtuosi en werkte met dirigenten als Gennadi Roschdestwenski, Teodor Currentzis, Howard Griffiths, Jon Sturgarts, Alexander Rudin en Anatoly Levin. Als kamermuzikant werkte hij met Joerie Basjmet, Alexander Buzlov, Alena Baeva en Maxim Emelianychev. Van 2011 tot 2016 was hij solist bij het musicAeterna ensemble van Currentzis. Op de 3e Internationale Klarinetwedstrijd in Gent in april 2015 verovert hij de derde plaats.
Als dirigent maakt Oerjoepin zijn debuut in 2005, met het Volga Youth Symphony Orchestra. In 2007 richt hij het kamerorkest Arpeggione op. Van 2008 tot 2011 is hij vaste gastdirigent van het Charkiv Jeugdorkest Slobozhansky. In 2011 maakt hij zijn debuut in het Perm Opera and Ballet Theatre, met de opera Pagliacci van Ruggero Leoncavallo. Vervolgens wordt hij vaste dirigent bij dit theater tot 2019, onder andere voor een opvoering van La Traviata van Verdi door regisseur Robert Wilson in 2016. In 2019 neemt hij ontslag, net zoals Currentzis dat eerder deed, wegens "een gebrek aan vertrouwen in de administratie".
In juni 2015 trad hij op met het Symfonieorkest van Rostov. Vervolgens wordt hij daar benoemd tot artistiek directeur en chef-dirigent. Hij behoudt deze functie tot augustus 2022. Met het Russisch Nationaal Orkest werkt hij sinds 2017. Ze geven samen meer dan 40 concerten, in onder andere Groot-Brittannië, China en Rusland. Hij dirigeerde verder concerten van Orchestra Sinfonica Giuseppe Verdi di Milano, Orchestra del Teatro Massimo di Palermo, George Enescu Philharmonic Orchestra, Symphonieorchester des Bayerischen Rundfunks, ORF Radio-Symphonieorchester Wien, Tokyo Symphony Orchestra, Deutsche Radio Philharmonie Saarbrücken Kaiserslautern, Orchestra della Svizzera Italiana, het Sint-Petersburgs Filharmonisch Orkest, SWR Symphonieorchester en het Ierse National Symphony Orchestra en werkte met muzikanten zoals Eliso Virsaladze, Denis Matsuev, Hibla Gerzmava, Nikolaj Loeganski, Viktor Tretiakov, Vadim Repin, Alexander Rudin, Sergey Krylov, Joyce DiDonato, Barbara Hannigan, Alexander Kniazev, Vadim Gluzman, Pepe Romero, Sergej Chatsjatrjan, Thomas Hampson, Bryn Terfel, Marc-André Hamelin en Arabella Steinbacher. Oerjoepin dirigeerde opera's in onder meer het Mariinskitheater in Sint-Petersburg, Teatro Real in Madrid, de Griekse Nationale Opera in Athene, Teatro Massimo in Palermo, Teatro Comunale di Bologna en het Badisches Staatstheater Karlsruhe.
In 2017 wint hij de Internationale Dirigentenwettbewerb Sir Georg Solti dirigeerwedstrijd in Frankfurt, wat leidt tot zijn internationale doorbraak. In januari 2020 komt hij voor het eerst naar de Lage Landen, voor enkele concerten in het Concertgebouw te Amsterdam, met het Nederlands Philharmonisch Orkest en pianist Hannes Minnaar. Op 12 juli 2020 staat hij in dezelfde zaal met Philharmonie zuidnederland en violiste Noa Wildschut. Met Philharmonie zuidnederland voert hij in 2021 ook Beethoven's Pastorale op.
In 2019 reikt president Poetin hem de "Prize of the President of Russia for young figures of culture and art" uit. In een tekst op de website van het Kremlin wordt Oerjoepin geprezen om zijn "toewijding aan zijn beroep". De tekst vervolgt: "Sinds vier jaar is hij chef-dirigent van een van Ruslands oudste symfonieorkesten in Rostov aan de Don. Ik weet dat Valentin Oerjoepin van plan is om van die stad weer een van de muziekhoofdsteden van Rusland te maken. Het is een nobele missie en doel, en we zullen er alles aan doen om hem te helpen. Wij hebben er alle vertrouwen in dat hij zijn doel zal bereiken dankzij zijn talent als dirigent, zijn enorme creatieve potentieel en het vermogen om een hecht team van gelijkgestemden te creëren. En al deze talenten in zo'n jonge man. Hij is ook een klarinettist van topklasse, die solorecitals geeft en zijn fans blij maakt."
In 2019 maakt Oerjoepin zijn debuut in het Novaya Opera Theater in Moskou, met de opera Een leven voor de tsaar van Michail Glinka. In mei 2021 maakt het theater zijn benoeming als muzikaal leider en chef-dirigent bekend. Ongeveer een jaar later, in juli 2022, neemt Oerjoepin ontslag. Niet veel later publiceert het tijdschrift Musical Life de tekst van een brief die hij richtte aan de medewerkers van de opera, waarin onder andere staat: "Zoals u waarschijnlijk al weet, was ik enige tijd geleden gedwongen om ontslag te nemen om zeer goede persoonlijke redenen." In de brief zegt Oerjoepin niets concreets over die redenen, maar zijn verzet tegen de oorlog in Oekraïne is gekend. Op 27 februari, vlak na de inval van de Russen, schreef hij: "Ik wil hier een bericht plaatsen dat ik op Facebook heb geschreven enkele uren nadat de zogenaamde 'speciale operatie' begon. De foto toont mijn geboortestad in Oekraïne, afgelopen zomer. Het is onmogelijk om deze agressie te rechtvaardigen."
Op 15 juni 2020 staat Oerjoepin geprogrammeerd in de Brusselse Bozar, waar hij met het Symfonieorkest Vlaanderen en pianist Pavel Kolesnikov de voorstelling The Swinging Thirties zou brengen, met muziek van Maurice Ravel, Benjamin Britten en George Gershwin. Omwille van de veiligheidsmaatregelen die de Minister-President van het Brussels Hoofdstedelijk Gewest opgelegd heeft rond het coronavirus, vindt deze show echter niet plaats. In 2024 maakt hij zijn debuut met het Chamber Orchestra of Europe.

## Onderscheidingen
- 2001 - International Competition "Concertino Praga", Tsjechië (klarinet, 1e prijs).[20]
- 2007 - Concours de Genève (klarinet, 3e prijs).[21]
- 2009 - Beijing International Clarinet Competition (klarinet, 1e prijs).[22]
- 2012 - ARD International Competition (klarinet, Bärenreiter Original Text Prize).[23]
- 2014 - UNISA International Competition in Pretoria (klarinet, 2e prijs).[24][25]
- 2015 - 3rd International Clarinet Competition Ghent (klarinet, 3e prijs).[26]
- 2015 - National Russian Conducting Competition (dirigent, 2e prijs).
- 2016 - International Mahler Conducting Competition, Bamberg (dirigent, 3e prijs).[27]
- 2017 - Internationaler Dirigentenwettbewerb Sir Georg Solti, Frankfurt (dirigent, 1e prijs).[28]
- 2019 - Prize of the President of Russia for Young Culture Professionals and for Writing and Art for Children and Young People.[29]